# Priscula pastaza
Espèce
Priscula pastaza est une espèce d'araignées aranéomorphes de la famille des Pholcidae.

## Distribution
Cette espèce est endémique de la province de Pastaza en Équateur,. Elle se rencontre dans la réserve forestière des Cavernas del Anzu dans la Caverna de los Continentes et la Cueva Copa del Mundo.

## Description
Le mâle holotype mesure 4,2 mm.

## Systématique et taxinomie
Cette espèce a été décrite par Huber en 2023.

## Publication originale
- Huber, Meng, Dupérré, Astrin & Herrera, 2023 : « Andean giants: Priscula spiders from Ecuador, with notes on species group and egg-sac troglomorphism (Araneae: Pholcidae). » European Journal of Taxonomy, vol. 909, p. 1-63 (texte intégral).